# María Eugenia Vaz Ferreira
María Eugenia Vaz Ferreira (Montevideo, 13 de julio de 1875 - ibidem, 20 de mayo de 1924) fue una profesora y poeta uruguaya. Fue la primera mujer uruguaya en consagrarse como poeta y es considerada una de las principales poetas del país, junto con Delmira Agustini y Juana de Ibarbourou.

## Biografía
Proviene de una de las familias más ilustres de Uruguay. Fue hija de Manuel Vaz Ferreira, un comerciante portugués, y Belén Ribeiro, y única hermana del filósofo Carlos Vaz Ferreira.
En su infancia recibió lecciones de maestros privados y no siguió ningún tipo de curso de estudios regulares. Estudió piano con su tío, el músico León Ribeiro, e intervino en algunos actos públicos como concertista entre 1895 y 1910. También realizó composiciones musicales de las que no se conserva registro. Sus compositores predilectos eran Wagner y Chopin. Asimismo, estudió pintura con otro tío suyo, Julio Freira. En literatura no tuvo formación y leyó muy poco de joven, por lo que sus versos nacen de un impulso natural.
Tenía un carácter individualista y le consideraban extraña, producto de su inestabilidad psíquica; se cree que tenía fobias. Esto se intensificó durante sus últimos años, cuando vagaba por las calles de Montevideo.

### Como profesora
Cuando se creó la Universidad de Mujeres en Montevideo fue designada para ejercer funciones en la Secretaría, labor que comenzó en 1905. En 1917 asumió el cargo de profesora en la Cátedra de Literatura. La labor administrativa le pareció rutinaria y desagradable. Sin embargo, la labor de profesora la desempeñó con mucha dedicación. A pesar de tratarse de una clase de enseñanza secundaria, María Eugenia la dictaba como si fuera una clase de facultad, con interpretación propia y lectura de los autores. Su estado de salud le obligó a abandonar la universidad en 1922, acogiéndose a la Ley de Jubilaciones.

### Trayectoria literaria
Fue integrante de la generación del 900 y participó del apogeo del modernismo. Fue contemporánea de Delmira Agustini y de Julio Herrera y Reissig. Comenzó a recitar sus poemas a los dieciocho años y a publicarlos en 1894. María Eugenia deseaba desde joven publicar un libro con sus poemas. Sin embargo, su carácter huraño y alejado de la publicidad, le impidió hacerlo. Como contrapartida daba copias de sus poemas a sus amigos o a quienes los solicitaran para publicarlos en periódicos o revistas. Algunas de sus poesías fueron publicadas en periódicos y revistas montevideanas como Rojo y Blanco, dirigida por Samuel Blixen, La Revista Nacional de Literatura y Ciencias Sociales, que dirigían José Enrique Rodó, Víctor Pérez Petit y los hermanos Carlos y Daniel Martínez Vigil y La Revista, editada y dirigida por Julio Herrera y Reissig. Finalmente, hizo una selección de 41 poemas, que pensó primero publicar con el nombre Fuego y Mármol o Las Islas de Oro, pero luego se definió por La isla de los cánticos. Sin embargo, no pudo culminar la edición antes de morir y fue completada por su hermano Carlos Vaz Ferreira.  Los dos volúmenes recopilatorios, La isla de los  cánticos y La otra isla de los cánticos (con los manuscritos inéditos, editada por Emilio Oribe), fueron publicados en 1924 (o 1925) y 1959.Escribió tres obras teatrales, estrenadas en el Teatro Solís: «La piedra filosofal» en 1908, «Los peregrinos» en 1909 y «Resurrexit» en 1913.

#### Significación de su obra
En su poesía se hallan características del romanticismo, de lo metafísico y del simbolismo, pero esencialmente fue una modernista tardía.
Su trayectoria poética puede dividirse en tres etapas. En la primera desarrolla una poesía con características neorrománticas. En la segunda etapa, es influenciada por otros poetas contemporáneos, como Álvaro Armando Vasseur, con influencia modernista. En una tercera etapa, desarrolla una poesía más personal y metafísica donde exalta la vida y el sufrimiento con vivacidad.

En sus poemas predomina la soledad, la desolación y lo trágico. El amor es tratado como un vano deseo y el amante es siempre un ideal, imposible de lograr.
María Eugenia rendía culto por la poesía germánica; es así que aprendió el idioma para leer los poemas, de poetas como Heinrich Heine, en sus versiones originales.

## Compilaciones póstumas
- 1924, La isla de los cánticos.[3]
- 1959, La otra isla de los cánticos. Prólogo de Emilio Oribe, Impresora Uruguaya. Montevideo.